# Továrkovo (Kaluga)
Továrkovo (ruso: Това́рково) es un asentamiento de tipo urbano de Rusia, perteneciente al raión de Dzerzhinski de la óblast de Kaluga.
En 2021, el asentamiento tenía una población de 15 606 habitantes. En su territorio no hay pedanías.
Se ubica unos 10 km al sur de la capital distrital Kóndrovo, junto a la confluencia de los ríos Shania y Ugrá.

## Historia
Se conoce la existencia del pueblo en documentos desde 1504, cuando Iván III cedió las tierras a su hijo Basilio. En 1617-1618, los polaco-lituanos instalaron aquí el campamento militar desde el que sitiaron Kaluga. En 1720, el pueblo quedó incluido en el territorio de Polotniani Zavod, que posteriormente quedaría integrado en el uyezd de Medýn en la gobernación de Kaluga.
En 1954 se llevó a cabo una exploración geológica en el entorno de su confluencia fluvial, que concluyó que albergaba las mejores reservas de caliza de la zona, por lo que comenzaron a construirse canteras. Adoptó estatus de asentamiento de tipo urbano en 1964. Desde el último tercio del siglo XX está creciendo notablemente por su cercanía a Kóndrovo y Kaluga, y la importancia de sus canteras hace que tenga casi tantos habitantes como la capital distrital.